# Crăiești (Adămuș), Mureș
Crăiești (în maghiară Magyarkirályfalva) este un sat în comuna Adămuș din județul Mureș, Transilvania, România.
Majoritatea locuitorilor sunt de origine maghiară. 

## Așezare
Se află în partea dreaptă a cursului inferior al Târnavei Mici, la marginea județului Mureș, în apropiere de limita de județ. Cel mai apropiat oraș este Târnăveni, la 11 km distanță. Localitatea a fost racordată la rețeaua feroviară în anul 1896, odată cu darea în folosință a Căii ferate Blaj–Praid.

## Istoric
Satul Crăiești este atestat documentar în anul 1332. A fost înregistrat în registrul papal ca o proprietate regală numită Villa Regis. De-a lungul istoriei numele satului a fost modificat după cum urmează: 1332 Saceredos de Villa Regis, 1348 Villa Kyralfalwa, 1403 Kyrallfalwa, 1405 Kiralfalwa, 1513 Királfalwa, 1540 Királyfalva, în 1638 Királyfalva, 1750 Királyfalu, 1850 Krajfaleu, 1854 Királyfalva, în 1913 a fost cunoscut sub numele de Magyarkirályfalva.

## Populație
Conform Recensământului din anul 2022 populația localității era de 879 locuitori. 

## Galerie de imagini

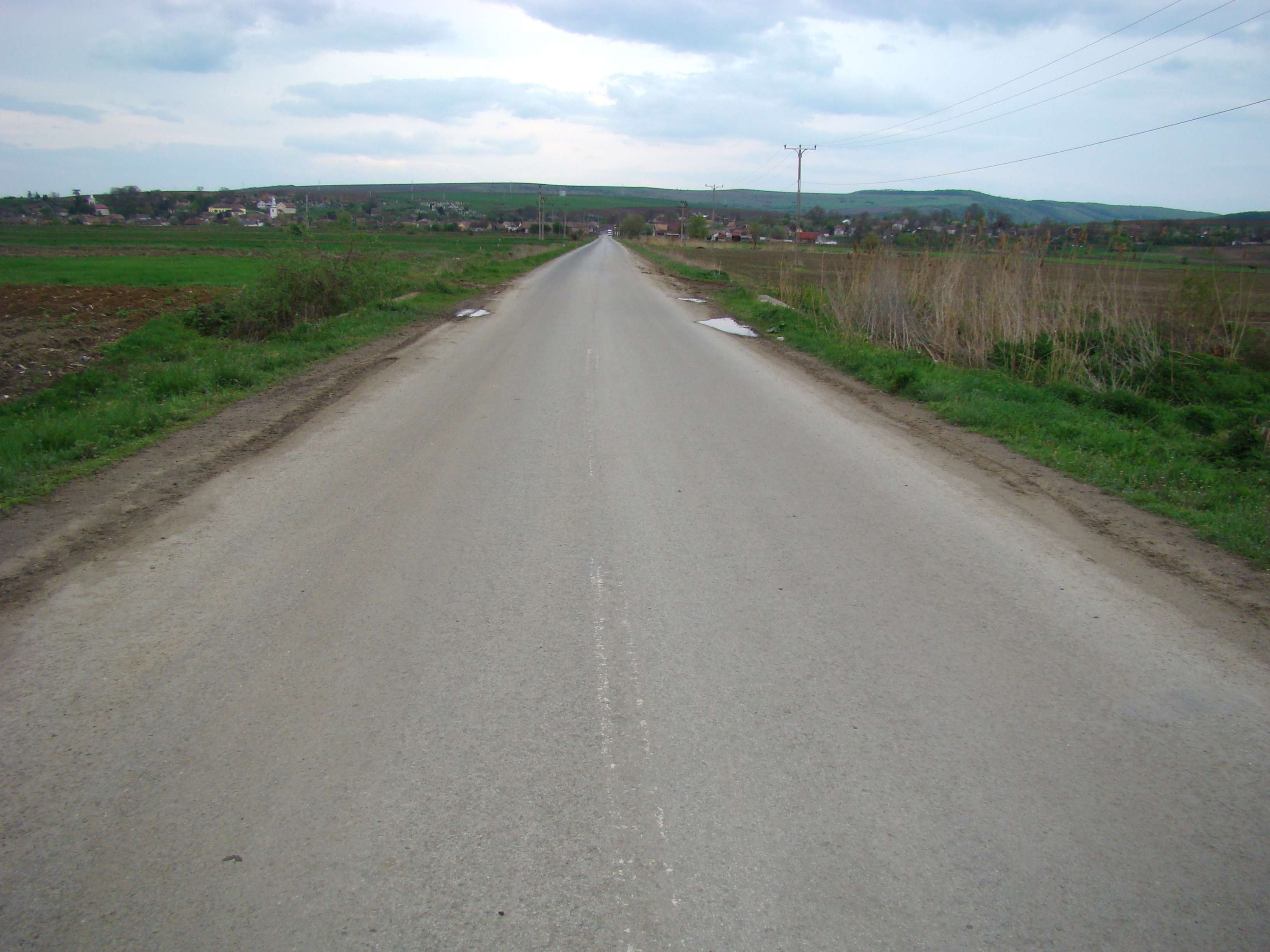
Drumul Cornești-Crăiești
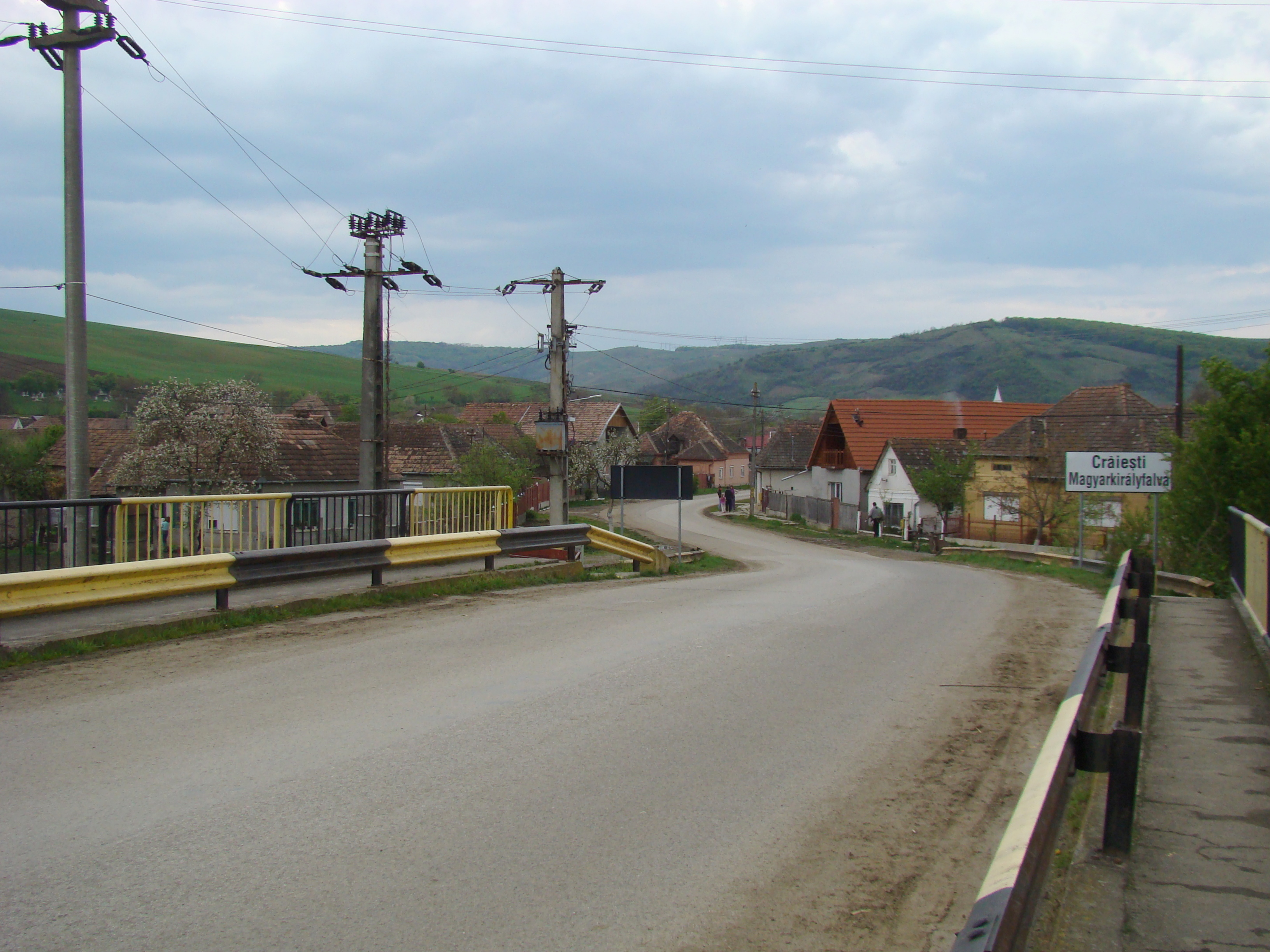
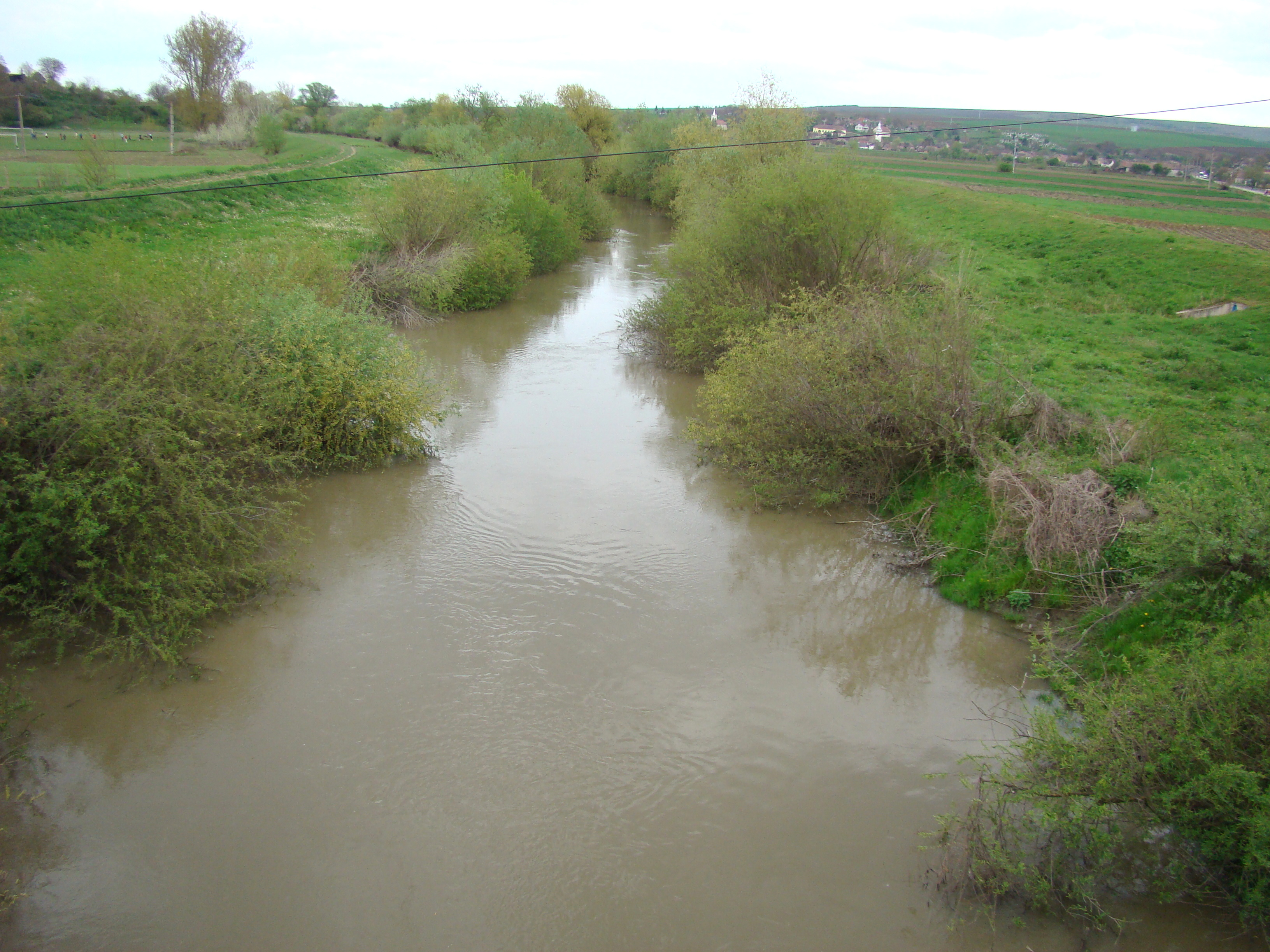
Râul Târnava Mică
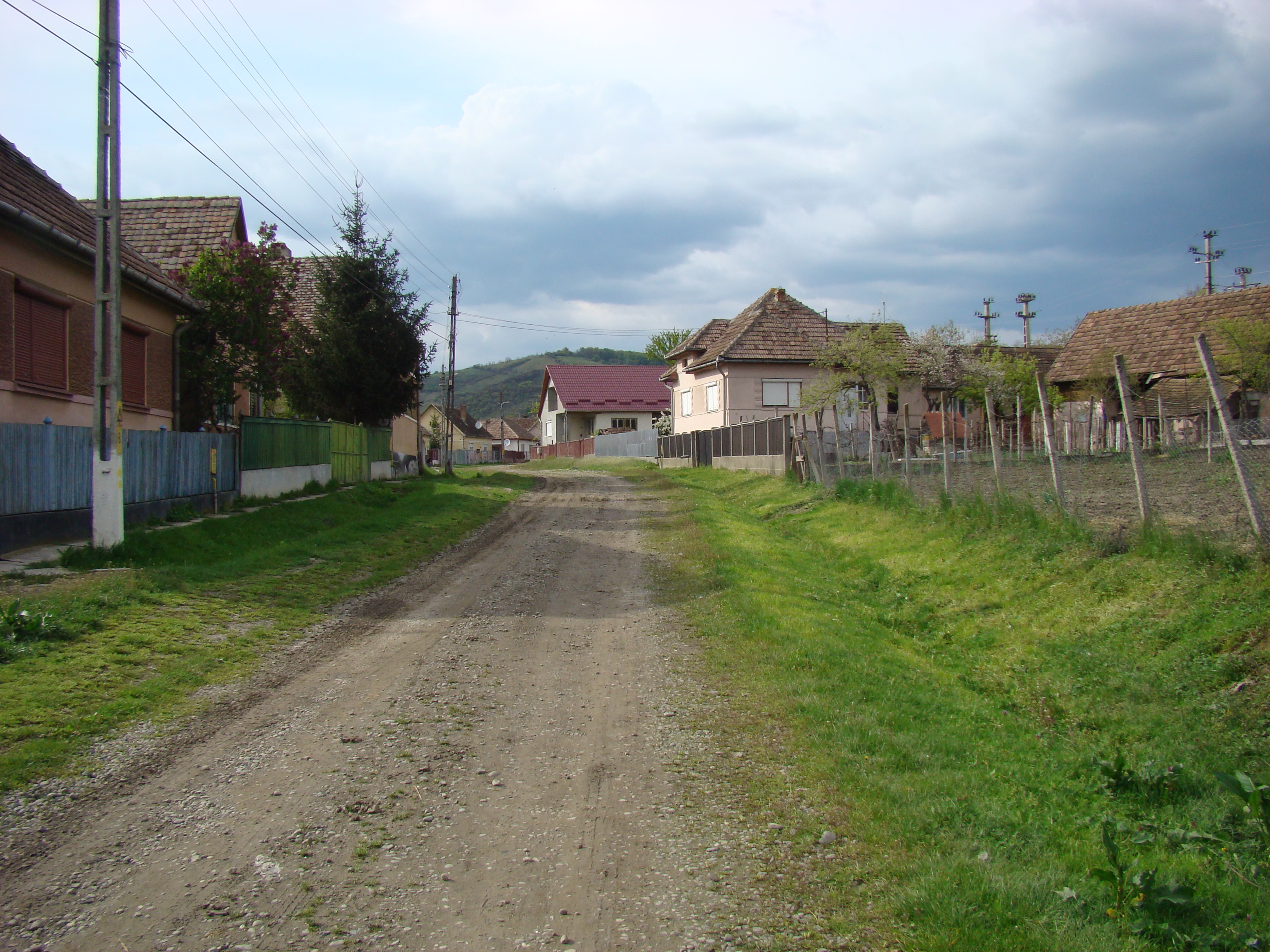
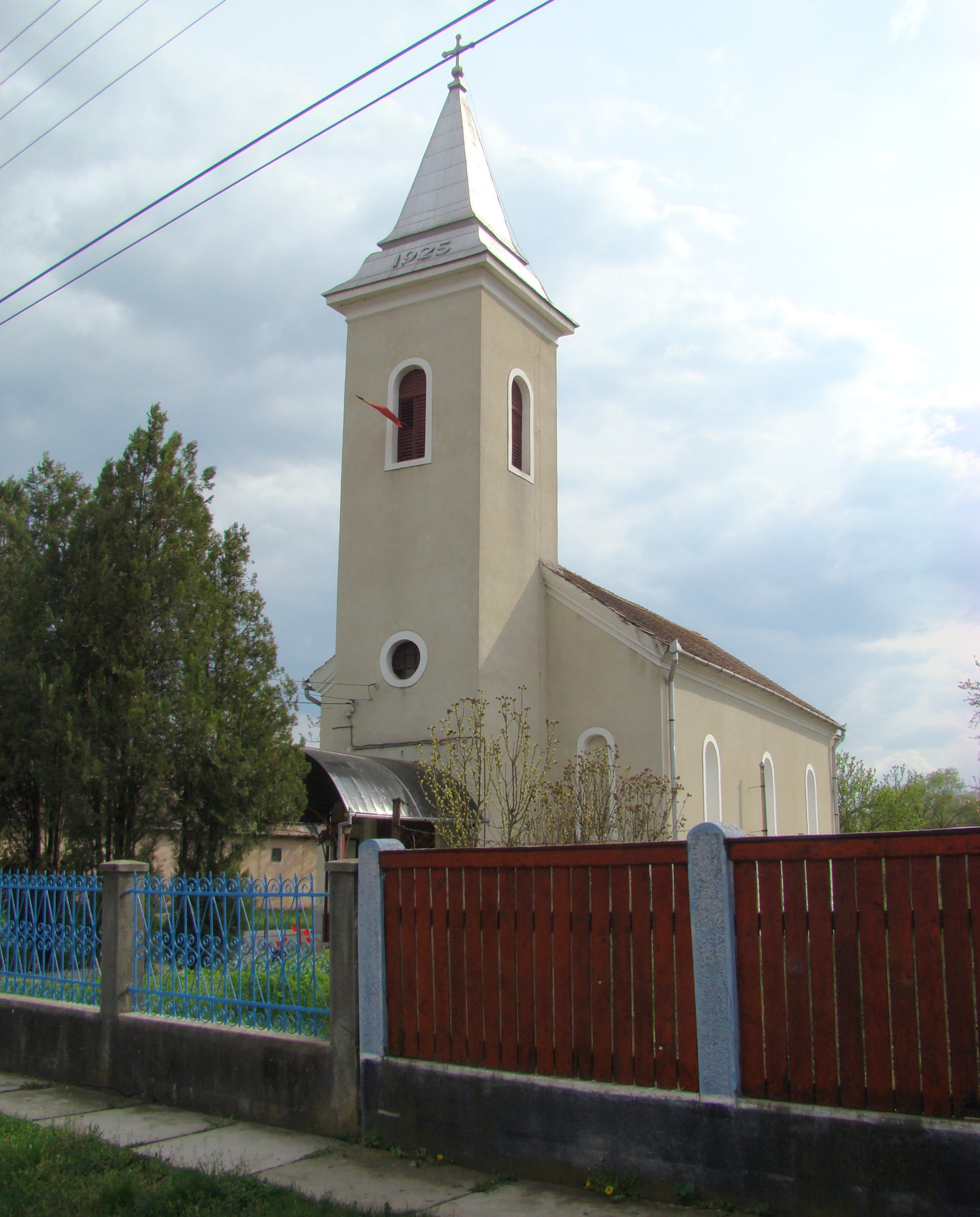
Biserica greco-catolică „Sfinții Arhangheli” (1925)
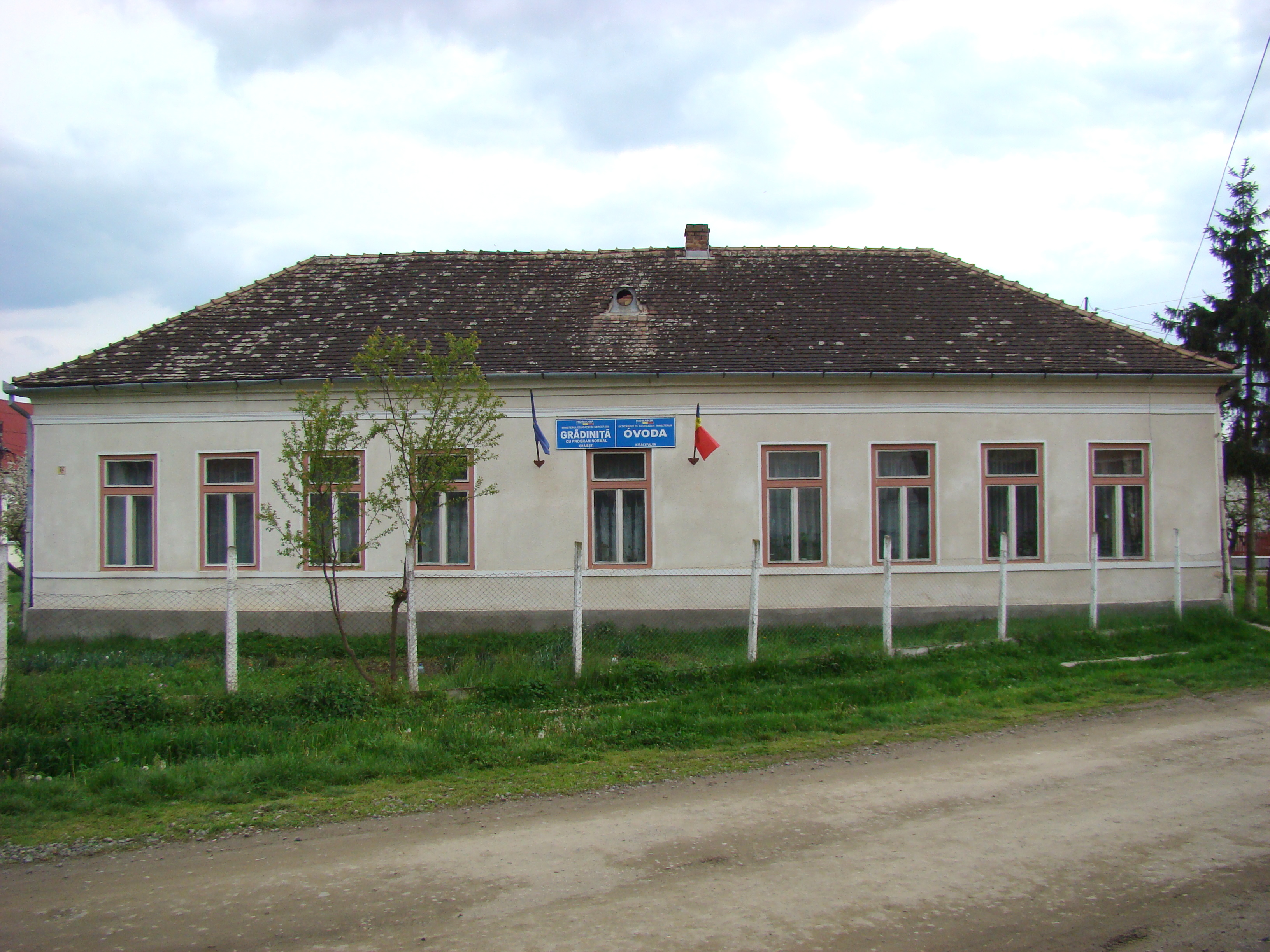
Grădinița
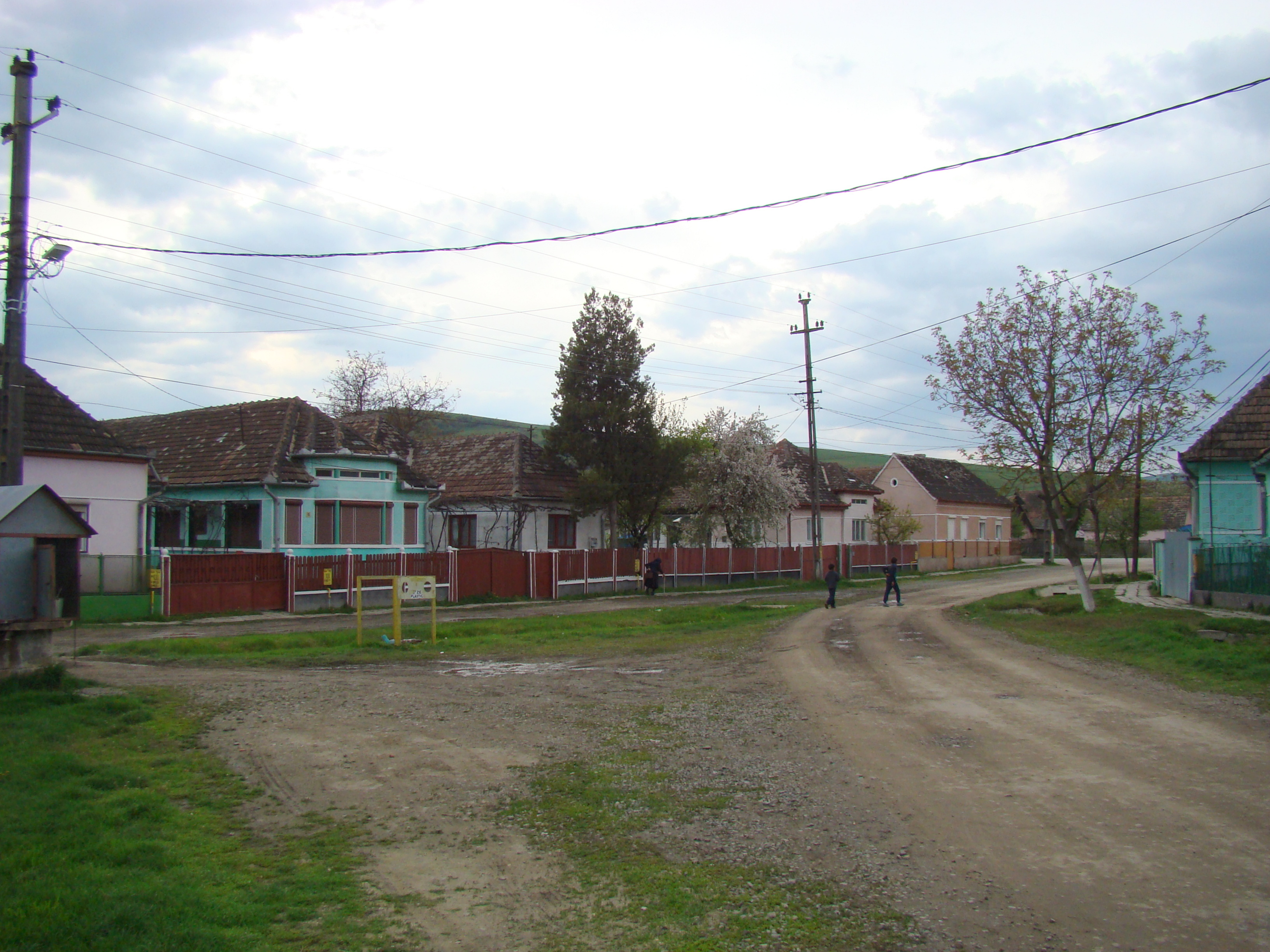
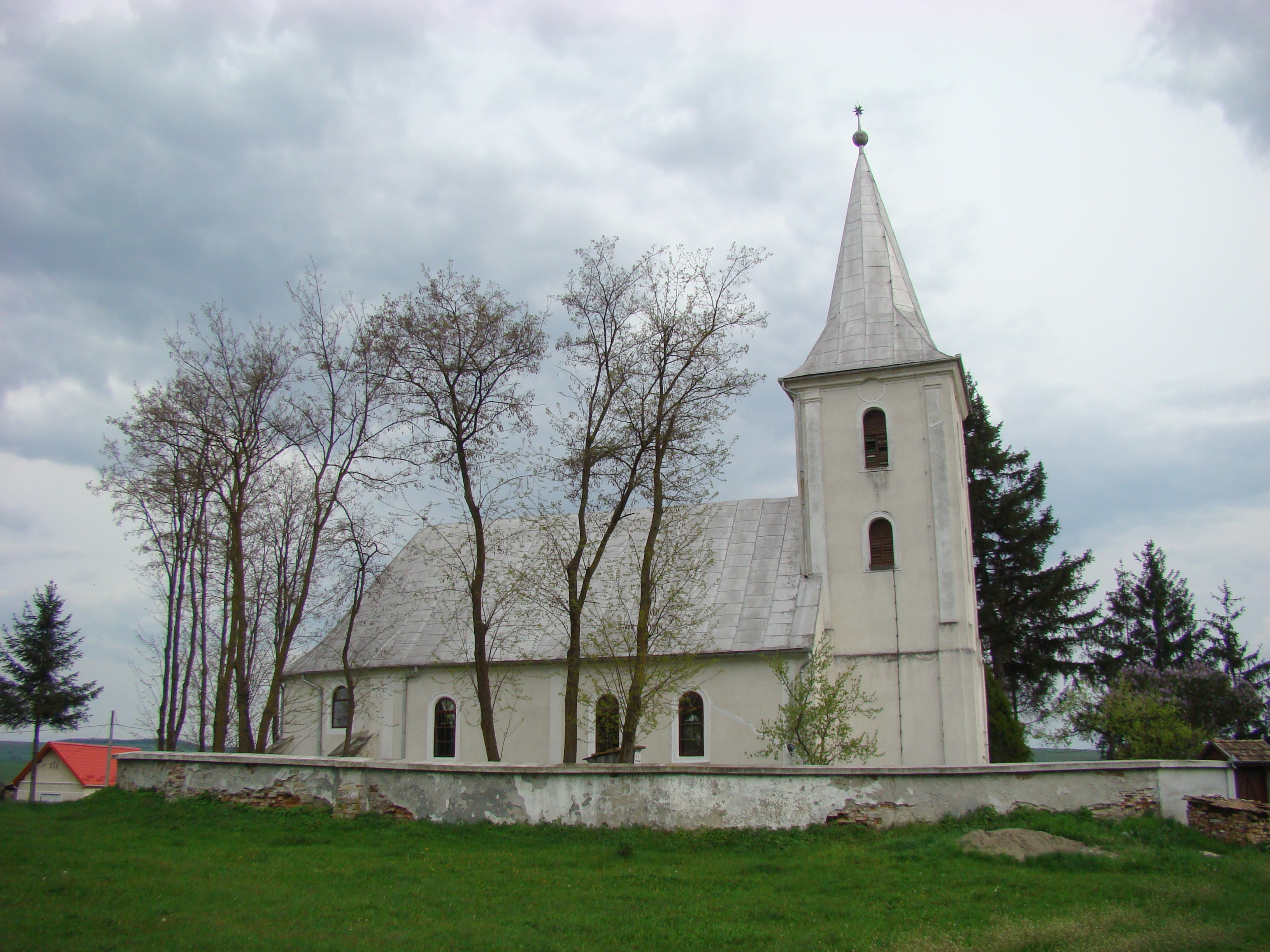
Biserica reformată (1796)
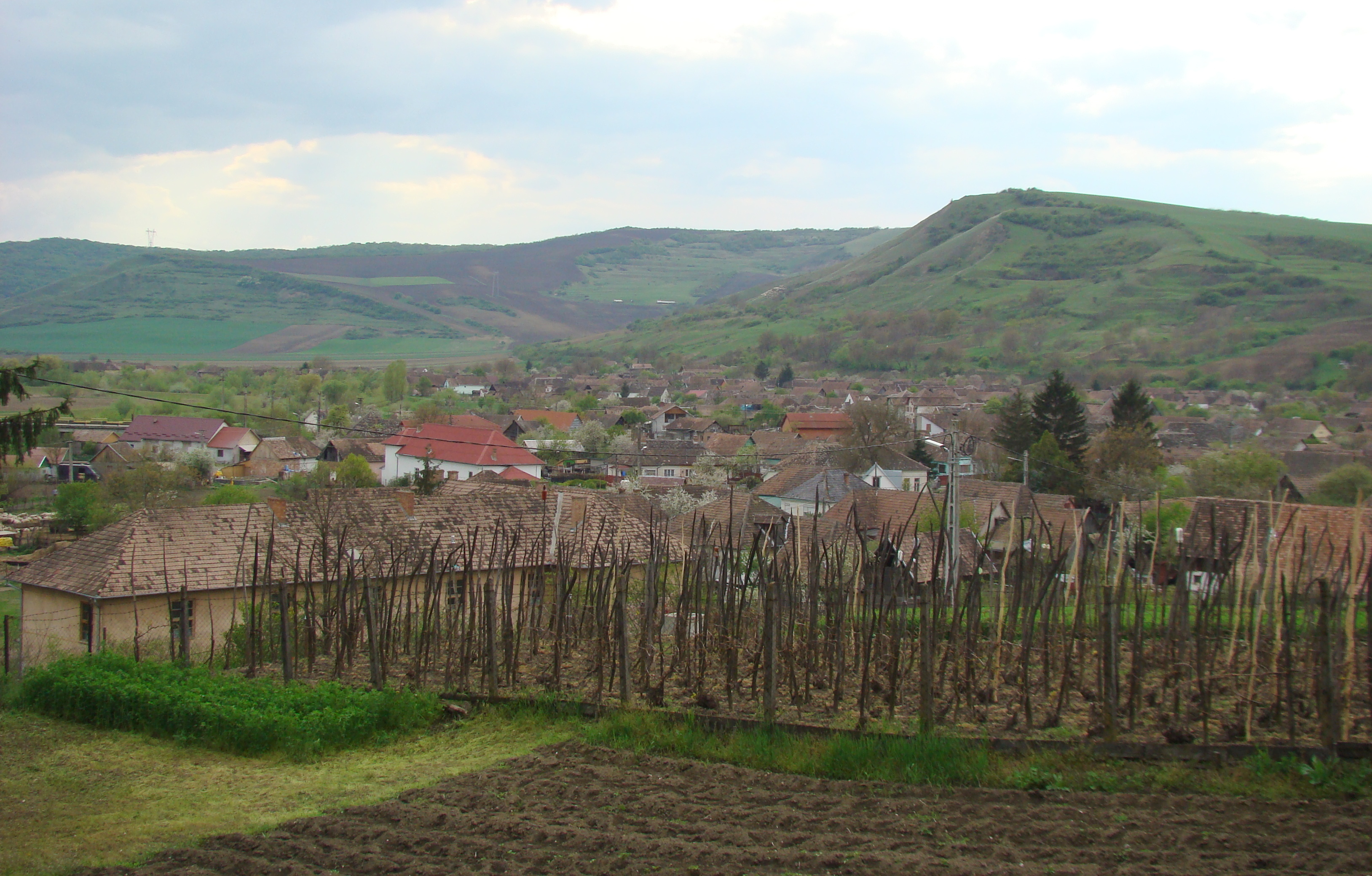
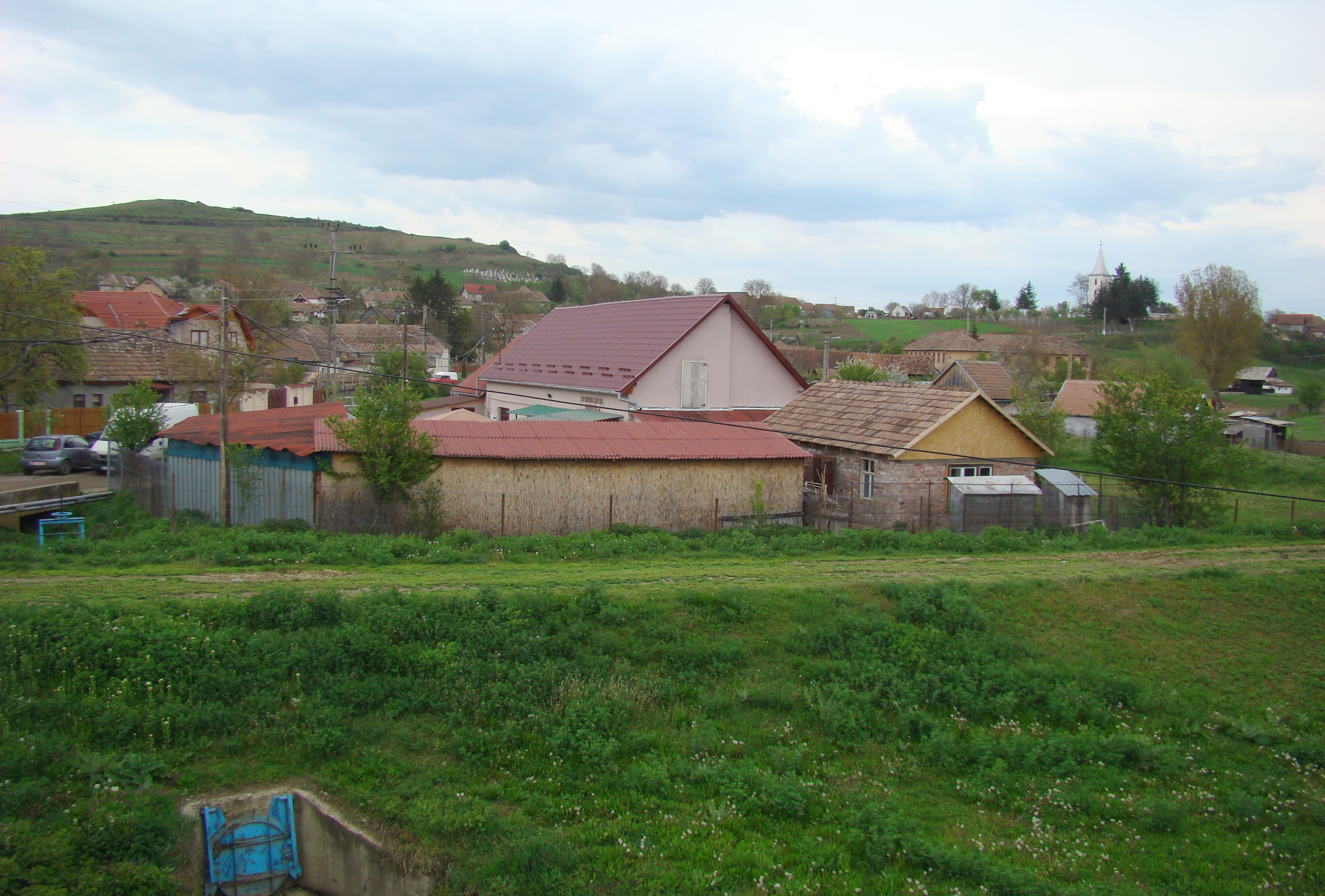